# Edward Witten
Edward »Ed« Witten, ameriški matematik in fizik, * 26. avgust 1951, Baltimore, Maryland, ZDA.

## Življenje in delo
Witten je diplomiral na Brandeisovi univerzi v Walthamu, Massachusetts in doktoriral na Univerzi Princeton. Trenutno je profesor matematične fizike Charlesa Simonyija na Inštitutu za višji študij v Princetonu.
Na novo je opredelil teorijo o superstrunah skozi nekomutativno geometrijo. Leta 1990 je prejel Fieldsovo medaljo v Kjotu. Do poznih 80. let 20. stoletja se je Racahov 6j-simbol pojavljal v glavnem v fizikalnih člankih in le redko v matematičnih. Matematiki so se začeli zanimati zanj s pojavom invariant trirazsežnih mnogoterosti, ki sta jih konstruirala Turajev in Viro. Pri tem sta na bistveni način uporabila kvantni Racahov 6j-simbol. 
Okoli leta 1986 je Witten presenetil matematično javnost s svojim odkritjem invariant 3-mnogoterosti. Dobil jih je z uporabo zamisli kvantne teorije polja. Kjub temu da Wittnove invariante sodijo med največje matematične dosežke poznega 20. stoletja, pa (paradoksalno) matematično niso dobro definirane. Njihova konstrukcija namreč temelji na Feynmanovem integralu, tega pojma pa za zdaj matematiki še ne znajo prav definirati. Zato so mnogi začeli iskati matematično neoporečne konstrukcije Wittnovih in sorodnih invariant. Največ uspeha pri tem so imeli prestavniki sankt-petersburške Matematično-fizikalne šole Rešetikin, kot sta Turajev in Viro. Njihovo delo temelji na uporabi kvantnih grup, ki jih je ta šola že prej razvila v sotvarju integrabilnih sistemov.
Witten raziskuje M-teorijo, ki je združitev petih teorij superstrun in 11-razsežne supergravitacije. Teorija superstrun in M-teorija veljata pri nekaterih fizikih za obetajoči kandidatkinji »teorije vsega«, ki bi opisala vse štiri osnovne fizikalne interakcije (gravitacijo, elektromagnetno, močno in šibko jedrsko silo). Takšna teorija bi zagotovila osnovno povezavo med kvantno mehaniko in splošno teorijo relativnosti.

Wittnov prispevek k fiziki in matematiki, ter še posebej h geometriji je zelo pomemben. Sir Michael Francis Atiyah je dejal: 
»Čeprav je nedvomno fizik, se lahko z njegovim matematičnim znanjem primerja le nekaj matematikov... Velikokrat je presenetil matematično občestvo s svojo blestečo uporabo fizikalnega razumevanja, ki je vodila k novim in globokim matematičnim izrekom... naredil je globok vpliv na sodobno matematiko. V njegovih rokah fizika spet oskrbuje bogat vir navdiha in vpogled v matematiko.«
Witten večinoma raziskuje v teoriji strun, vendar je prispeval veliko tudi k umeritveni teoriji.
Leta 1995 je imel na Univerzi Južne Kalifornije pomembno predavanje, kjer je prvič podal načela M-teorije. To je bilo prvič, da so opisali pet obstoječih teorij strun kot različne vidike ene in globlje zamisli.
Leta 1998 je prejel Heinemanovo nagrado za matematično fiziko. Leta 2002 je prejel ameriško nacionalno medaljo znanosti. Wittna ima veliko teoretikov teorije strun za pobudnika druge revolucije v teoriji superstrun. Prav tako se je pojavil na Timeovem]] seznamu stotih najvplivnejših osebnosti leta 2004. 
Njegovi sodelavci ga zelo občudujejo. Fizik z Univerze Columbia Brian Greene je v svoji uspešnici Čudovito Vesolje (The Elegant Universe) navdušeno opisal Wittna. Greene je zapisal, da »imajo Wittna za Einsteinovega naslednika v vlogi največjega živečega fizika. Nekateri gredo še dlje in ga imajo za največjega fizika vseh časov.«
Witten je trenutno fizik z najvišjim h-indeksom.